# Clerodendrum robecchii
Clerodendrum robecchii là một loài thực vật có hoa trong họ Hoa môi. Loài này được Chiov. mô tả khoa học đầu tiên năm 1917.